# 書店

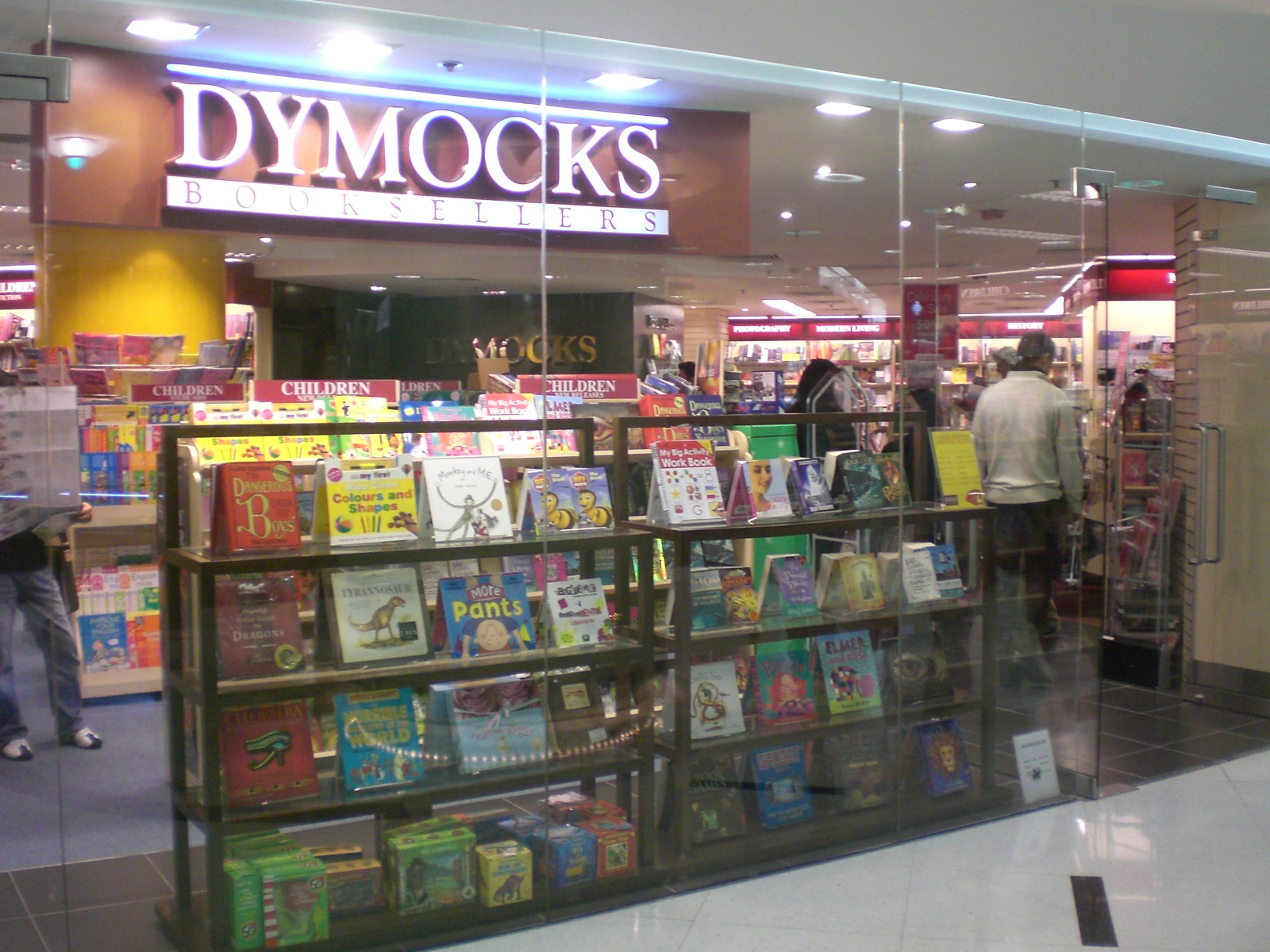
英文書店恬墨書舍

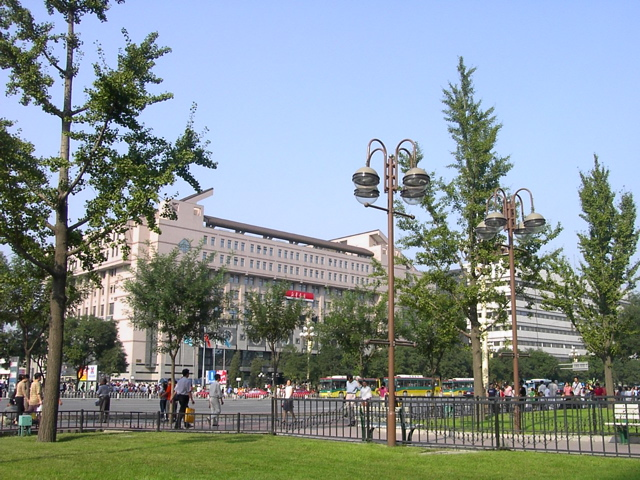
北京的一家新華書店

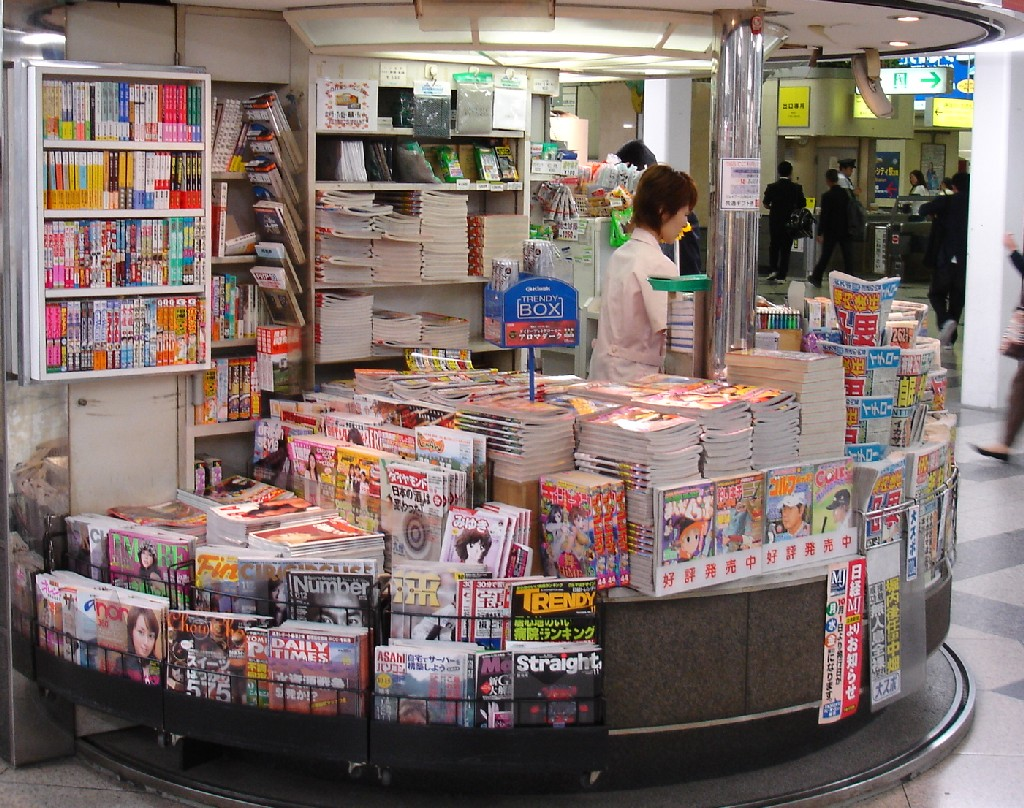
日本的小書店

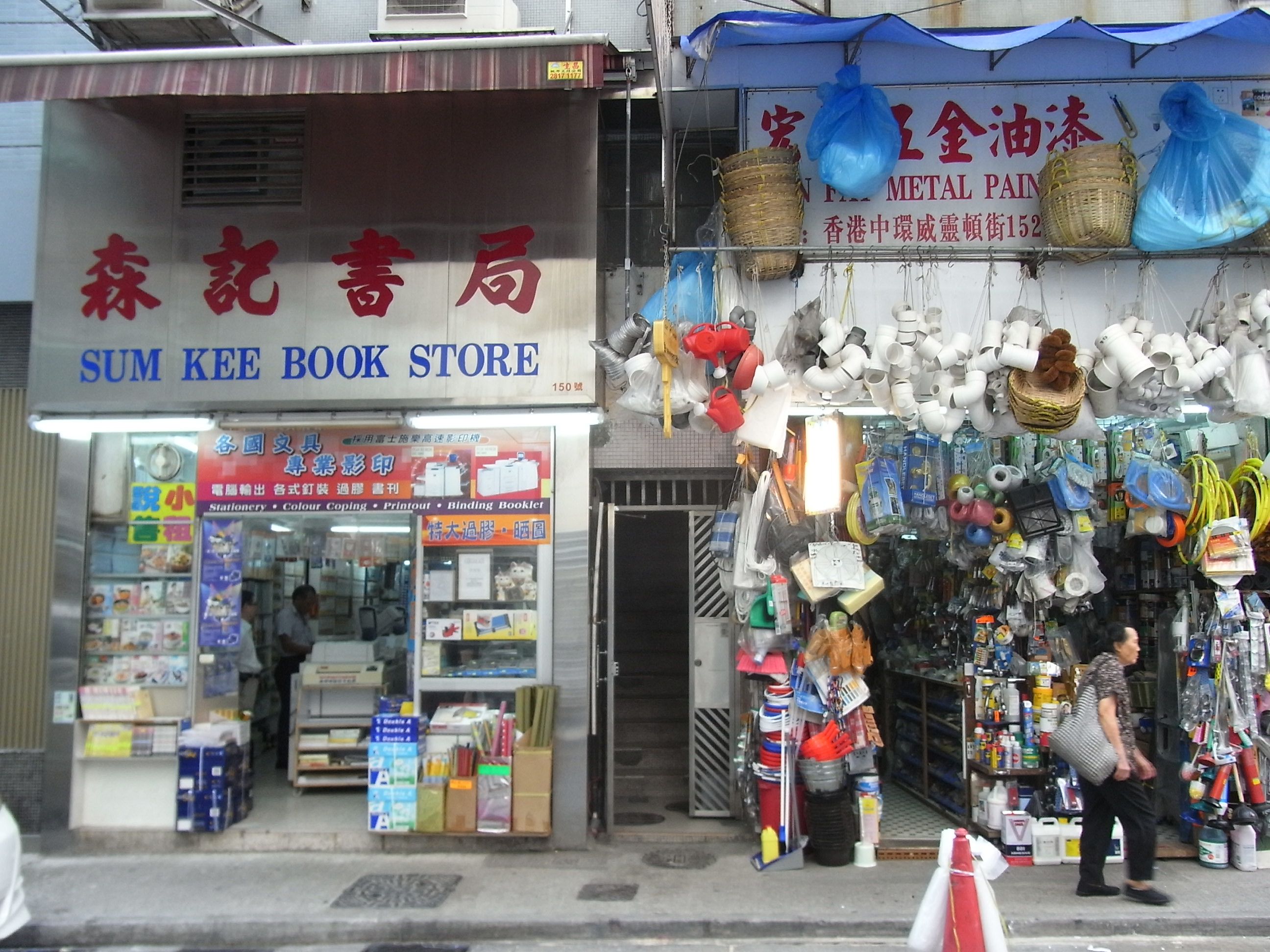
香港的社區平價書店

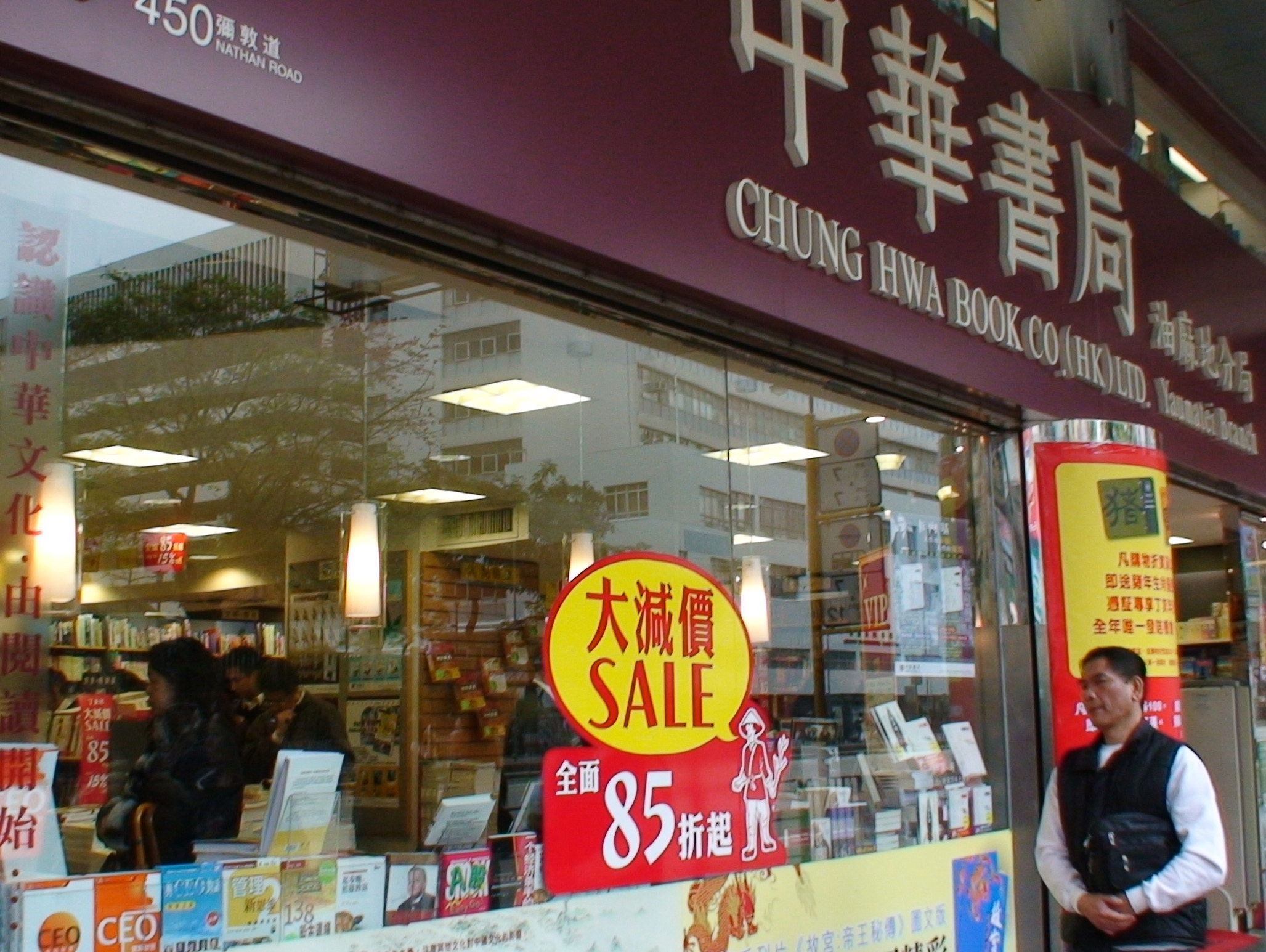
香港的一家中華書局，窗櫥後面的是行內稱為「豬肉檯」的推介書書桌。

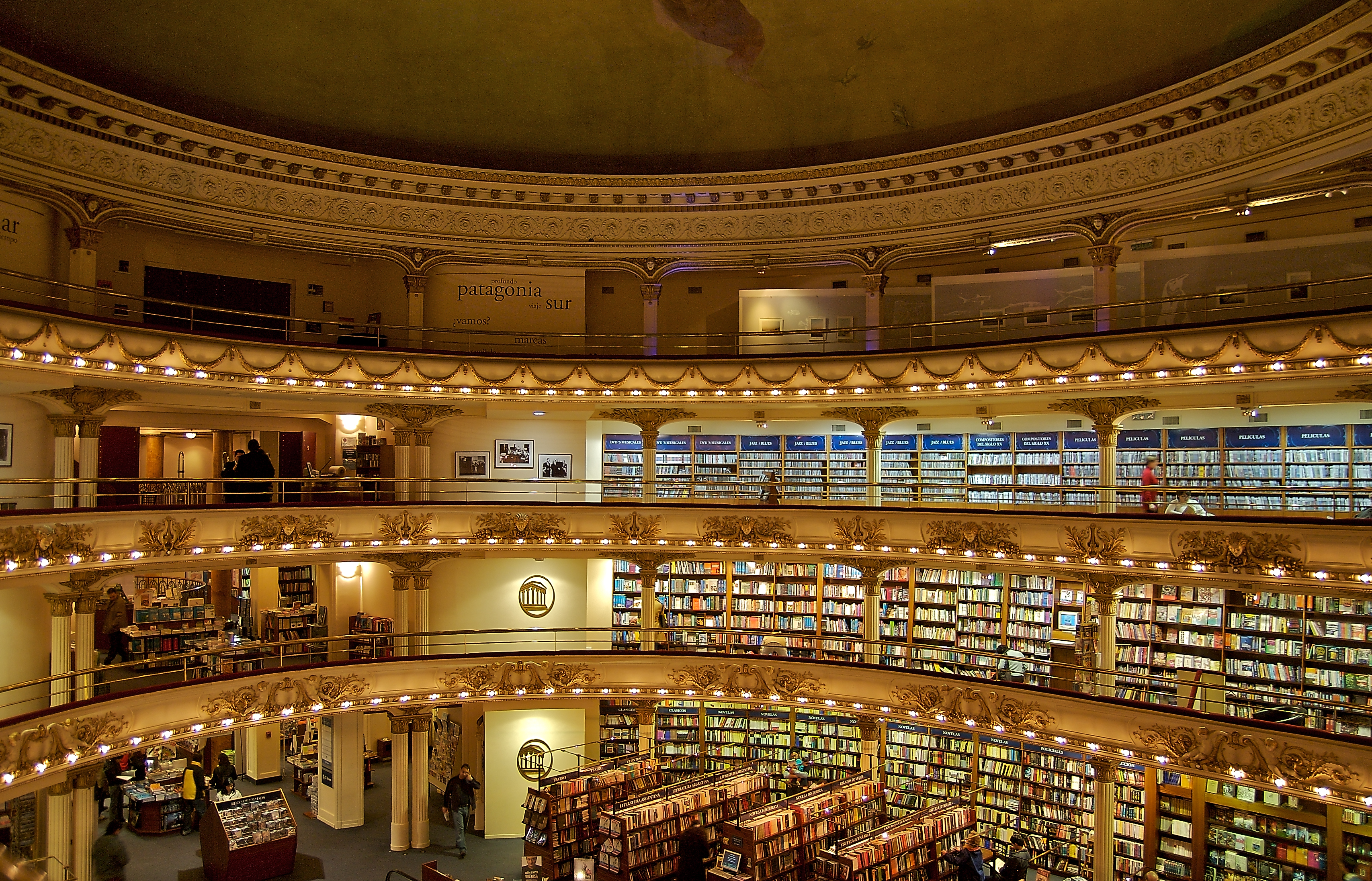
阿根廷布宜诺斯艾利斯的友善風格书店

書店是銷售書籍的零售商。書店可以是小型的獨立店舖，亦或大型的連鎖店，也可以是網路書店，通過互聯網及郵遞服務進行交易，而電子書則連郵遞也可以省了。
古代的書店叫書肆，書肆一詞，始於漢代。此外各朝代還有書林、書舖、書棚、書堂、書屋、書籍舖、書經籍舖等名稱，它既刻書又賣書，這些名號，除統稱書肆外，宋代以後統稱為書坊。書店一名，始見於清朝乾隆年間。在中國近代史上，書店也叫書局。而有些出版社亦會以書店為名，如日本的角川書店、秋田書店等；部份更設有直營店面以銷售書籍。

## 功能
圖書是精神產品，直接影響人們的精神世界，影響社會的發展，它主要靠書店這條流通渠道來推廣。各個階級、政黨、社會集團以至學派，往往都以出版物作為傳播自己的思想、觀點的重要手段。 
普及文化書店是普及和推廣科學文化知識不可缺少的一個環節，普及文化的關鍵措施是興辦教育，而各項教育事業需要的教材，則要由書店來供應。20世紀80年代以來，中國的國營書店每年約發行各類教材20多億冊，佔中國全國圖書銷售總量的1/3以上。這是一項巨大的發行工程，只有進行嚴密的調查統計和科學地組織供應，才能確保課前到書，人手一冊。各地書店廣泛發行科學技術圖書和學術文化文藝圖書，對促進經濟文化建設和人民文化水平的提高，起著重要作用。 
書店不只銷售書籍，亦可銷售雜誌、報紙、地圖，甚至文具等相關產品。大學通常在校園裡設有大學書店，為學生及教授提供教科書、參考書及其他課程需要的產品。較大型的書店通常銷售全新的書籍，但一些小型書店則以銷售二手書籍為主。一般二手書籍價格較新書便宜，但有少數絕版書籍，二手價格可能比當年的售價更高。
從前一些書店不歡迎讀者在店裡“打書釘”，但近年，越來越多書店在店內增設咖啡店，讓讀者在閱讀之餘亦有更多享受。讀者可以要一杯咖啡，便可悠閒地閱讀或與好友在店內聊天，一些書店則在店裡放置沙發或椅子供讀者使用。在租金昂貴的香港，近年則流行二樓書店，即開設在商業或住宅大廈上層的書店，顧客需乘電梯或樓梯到達，樓上書店的書籍種類可能與大型的主流商店有明顯分別。

## 著名書店

### 中國大陸
- 先鋒書店
- 新華書店
- 上海書城
- 廣州購書中心
- 西西弗书店
- 万圣书园
- 方所
- 言几又
- Page One
- 钟书阁

### 台灣
- 誠品書店
- 博客來網路書店
- 金石堂書店
- 三民書局
- 新學友書局
- 南一書局
- 新民書局

### 香港
- 商務印書館
- 大眾書局
- 三聯書店
- 中華書局
- 辰衝書店
- 葉壹堂
- 天地圖書

### 澳門
- 商務印書館
- 葡文書局
- 澳門文化廣場
- 宏達圖書中心
- 星光書店
- 珠新圖書

### 韓國
- 教保文庫
- 永豐文庫

### 日本
- 纪伊国屋书店
- 淳久堂書店
- 蔦屋書店TSUTAYA BookStore

### 新加坡
- 大眾書局

### 英國
- 水石書店

### 澳大利亞
- Dymocks

### 網際網路
- 亚马逊网上书店（美國）
- 博客來網路書店 台灣最大的網路書店
- 經濟日報出版社 （香港）